# Odontostilbe ecuadorensis
Odontostilbe ecuadorensis és una espècie de peix de la família dels caràcids i de l'ordre dels caraciformes.

## Morfologia
- Els mascles poden assolir 4,6 cm de llargària total i les femelles 5,02.[4]

## Hàbitat
Viu en zones de clima tropical.

## Distribució geogràfica
Es troba a Sud-amèrica, a les conques dels rius Napo, Putumayo i Pastaza (Equador i el Perú).